# Awuley Quaye
Awuley Quaye (Costa de Oro británica, 1954 - 25 de marzo de 2024) fue un futbolista ghanés que jugó en la posición de defensa. Era el padre de los también futbolistas Abdullah Quaye y Lawrence Quaye.

## Carrera

### Club
Jugó toda su carrera con el Great Olympics de Accra de 1973 a 1986, equipo con el que fue campeón nacional en dos ocasiones y una vez campeón de copa.

### Selección nacional
Jugó para Ghana en 20 ocasiones de 1975 a 1978 sin anotar goles y ganó la Copa Africana de Naciones 1978.

## Logros

### Club
- Liga de fútbol de Ghana (2): 1970, 1974
- Copa de Ghana (1): 1975

### Selección nacional
- Copa Africana de Naciones (1): 1978